# Spreewaldkrimi: Die Tote im Weiher
Die Tote im Weiher ist ein deutscher Fernsehfilm von Sherry Hormann aus dem Jahr 2014. Der siebte Film aus der Kriminalfilmreihe Spreewaldkrimi hatte am 30. September 2014 beim Filmfest Hamburg seine Premiere und wurde am 16. November 2014 auf ZDFneo erstausgestrahlt.
Kommissar Thorsten Krüger führt der Selbstmord einer jungen Mutter zu einem beinahe verjährten Fall von fahrlässiger Tötung.

## Handlung
Der aufstrebende Provinzpolitiker Charlie Matzke befindet sich in Behandlung bei der Psychotherapeutin Jenny Trumaschek. Er hat Angstträume und kein gutes Verhältnis zu seinem Sohn Hagen. Darunter leidet er und hat sich deshalb professionelle Hilfe gesucht. Kaum ist seine Therapiestunde vorüber, erscheint Kommissar Thorsten Krüger bei der Therapeutin, um den Tod von Carola Kubitz aufzuklären, die vor kurzem im Spreewald tot aus einem Weiher geborgen wurde. Sie war auch bei Jenny Trumaschek wegen einer Psychose in Behandlung, und so erhofft sich Krüger Hinweise, ob die junge Frau tatsächlich Selbstmord begangen hat. Das ist durchaus naheliegend, denn sie hatte vor fünf Jahren ihre neun Monate alte Tochter bei einem Autounfall verloren. Da sie selbst am Steuer saß, gab die sensible Frau sich die Schuld daran.
Die Gerichtsmedizinerin Marlene Seefeldt entdeckt bei der Obduktion halluzinogene Substanzen, die sehr wahrscheinlich aus Pilzen stammen. Für Krüger ist das nicht weiter verwunderlich, denn eine Mutter, die ihr Kind verliert, leidet über Gebühr. Doch scheint es ihm, dass Carola Kubitz möglicherweise durch die Droge nicht vergessen, sondern sich erinnern wollte. Daher untersucht er den Unfall näher und kommt zu dem Schluss, dass es einen zweiten Wagen gegeben haben muss. Er spricht mit der Psychotherapeutin darüber, ob ihre Patientin eventuell dazu Angaben gemacht hatte, kommt dabei aber nicht so recht weiter. Dagegen erinnert sich der Dorfpolizist Fichte daran, dass zum Unfallzeitpunkt der Dienstwagen der Bürgermeisterin gestohlen wurde. Man nahm an, dass der Wagen über die nahe gelegene Grenze nach Polen geschafft wurde und hatte daher nicht weiter danach gesucht.
Krüger untersucht den damaligen Diebstahl erneut und befragt Charlie Matzke, der laut Fahrtenbuch als Letzter mit dem Wagen gefahren war. Der wiegelt zunächst ab, doch bricht er am nächsten Tag mental zusammen. Ganz offensichtlich sind seine Angstträume in den Geschehnissen der Unfallnacht begründet. Er war mit dem Dienstwagen unterwegs und in der dunklen, regnerischen Nacht hatte er das Auto von Carola Kubitz zu spät gesehen, sodass sie ihm ausweichen musste und gegen einen Baum fuhr.
Jenny Trumaschek wusste von Matzkes Schuld, doch traute sie sich nicht, das Arztgeheimnis zu brechen. Dass sie auch Carola Kubitz therapierte, machte die Situation für sie zusätzlich unerträglich.

## Hintergrund
Die Tote im Weiher wurde unter dem Arbeitstitel „gestern heute morgen“ gedreht und für den Deutschen Produzentenpreis auf dem Filmfest Hamburg nominiert.

## Rezeption

### Einschaltquote
Seine Erstausstrahlung hatte Die Tote im Weiher am 16. November 2014 auf ZDFneo. Als „Fernsehfilm der Woche“ wurde die Folge am 17. November 2014 im ZDF gesendet. Dort wurde der Film 4,46 Millionen Zuschauern gesehen, was einem Marktanteil von 13,7 Prozent entspricht.

### Kritik
Rainer Tittelbach von tittelbach.tv urteilte: „‚Die Tote im Weiher‘ ist ein dramaturgisch komplexes, emotional berührendes, schaurig-schönes TV-Trauerspiel um Angst, Schuld, Vergebung, Liebe und den Verlust des Erinnerns. Ein Film der herbstlichen Gefühle, der vor allem dem Freund der deutschen Romantik Kopffutter bietet und durch seine halluzinogenen Bildmontagen besticht, die das Motiv der Erinnerung geradezu selbstreferentiell thematisieren.“
Die Kritiker der Fernsehzeitschrift TV Spielfilm schrieben: „Stark: eine Tragödie um Schuld und Sühne in klug montierten Rückblenden“. Sie zogen das Fazit: „Edel gefilmt und schön tiefgründig“.